# Dyskografia Iwany
Dyskografia Iwany – bułgarskiej wokalistki pop-folkowej składa się z dziewięciu albumów studyjnych, sześciu wideo albumów, czterech kompilacji oraz siedemdziesięciu czterech teledysków.

## Albumy studyjne[1]
| Wydany          | Album                | Wytwórnia    | Format |
| --------------- | -------------------- | ------------ | ------ |
| 2000            | 100 patrona          | Payner Music | CD, MC |
| 2001            | Iwana live           | Payner Music | CD, MC |
| 2003            | Mirisze na ljubow    | Payner Music | CD, MC |
| 2004            | Njama spirane        | Payner Music | CD, MC |
| 2005            | Doza ljubow          | Payner Music | CD, MC |
| 12 grudnia 2006 | Praznik wseki den    | Payner Music | CD, MC |
| 25 lutego 2008  | Bljasyk w oczite     | Payner Music | CD, MC |
| 29 czerwca 2012 | Objasnenija ne dawam | Payner Music | CD, MC |

## Kompilacje[1]
| Wydany            | Album                            | Wytwórnia    | Format |
| ----------------- | -------------------------------- | ------------ | ------ |
| 2006              | Single & Best Collection         | Payner Music | CD, MC |
| 12 listopada 2007 | Hit Collection – mp3             | Payner Music | CD, MC |
| 7 stycznia 2010   | 10 godini ljubow... I pak ljubow | Payner Music | CD, MC |
| 14 grudnia 2012   | Złatnite hitowe na Iwana         | Payner Music | CD     |

## DVD[1]
| Wydany | Album                        | Wytwórnia    |
| ------ | ---------------------------- | ------------ |
| 2004   | Bez granici                  | Payner Music |
| 2005   | Ivana Best Video Selection 1 | Payner Music |
| 2005   | Zwezdi na scenata            | Payner Music |
| 2007   | Ivana Best Video Selection 2 | Payner Music |
| 2008   | Wsiczko e ljubow             | Payner Music |
| 2008   | Ivana Live Party             | Payner Music |

## Teledyski
| Wydany               | Teledysk                     |
| -------------------- | ---------------------------- |
| 2000                 | „100 patrona”                |
| 2000                 | „Dobra sreszta, prijateli”   |
| 2000                 | „Dyrwo bez koren”            |
| 2000                 | „Kysno e”                    |
| 2001                 | „Wik”                        |
| 2001                 | „Umoreni i studeni”          |
| 2001                 | „Myż li e”                   |
| 2001                 | „100 patrona remix”          |
| 2001                 | „Żadni za ljubow”            |
| 2001                 | „Żenite znajat kak”          |
| 2001                 | „Smukaczka”                  |
| 2001                 | „Greszna noszt”              |
| 2002                 | „Posledna weczer”            |
| 2002                 | „Strach me e”                |
| 2002                 | „Paławnik”                   |
| 2002                 | „Skitam se”                  |
| 2002                 | „Ot izwora”                  |
| 2003                 | „Mirisze na ljubow”          |
| 2003                 | „K'yw si ti be”              |
| 2003                 | „Bezumna cena”               |
| 2003                 | „Szampansko i syłzi”         |
| 2003                 | „Neka pak da se izłyżem”     |
| 2003                 | „Stara istorija”             |
| 2004                 | „Ti i toj”                   |
| 2004                 | „Oswobodete dancinga”        |
| 2004                 | „Striptijz”                  |
| 2004                 | „Kato na 17”                 |
| 2004                 | „Neszto neTipiczno”          |
| 2005                 | „Ne e wasza rabota”          |
| 2005                 | „Ach, tezi pari”             |
| 2005                 | „Doza ljubow”                |
| 2005                 | „Nie sme nomer 1”            |
| 2005                 | „Wreme za myże”              |
| 2005                 | „Parfjum”                    |
| 2006                 | „Połużiwa”                   |
| 2006                 | „Żiwotyt prodyłżawa”         |
| 26 czerwca 2006      | „Towa e parczeto”            |
| 7 lipca 2006         | „Sedem dni”                  |
| 15 lipca 2006        | „Dyżd ot rozi”               |
| 27 lipca 2006        | „Praznik wseki den”          |
| 3 stycznia 2007      | „Naj-dobrata”                |
| 24 marca 2007        | „Rezerwe”                    |
| 29 kwietnia 2007     | „100 żiwota”                 |
| 23 maja 2007         | „Dobra sreszta, prijateli 2” |
| 26 lipca 2007        | „Adres "Ljubow"”             |
| 28 lipca 2007        | „Derbi”                      |
| 22 listopada 2007    | „Parti miks 2”               |
| 14 grudnia 2007      | „Wyrżi oczite mi”            |
| 26 marca 2008        | „Ti si naj-naj”              |
| 19 września 2008     | „Pij edno”                   |
| 28 stycznia 2009     | „Kryw mi kape ot syrceto”    |
| 13 lipca 2009        | „Trygwam s tebe”             |
| 4 sierpnia 2009      | „Nedej”                      |
| 23 września          | „Nedej remix”                |
| 14 października 2009 | „Mig kato wecznost”          |
| 8 kwietnia 2010      | „Padni na kolene”            |
| 31 lipca 2010        | „Ulicznik”                   |
| 24 sierpnia 2010     | „Dusz ili naprawo”           |
| 13 września 2010     | „Unikałna”                   |
| 27 stycznia 2011     | „Po djawolite Raja”          |
| 3 kwietnia 2011      | „Ało, dewojkite”             |
| 25 sierpnia 2011     | „Złaten”                     |
| 12 września 2011     | „Toczka 18”                  |
| 11 marca 2012        | „Ostawi me”                  |
| 11 czerwca 2012      | „Wtoroto hubawo”             |
| 27 sierpnia 2012     | „Nadujte muzikata”           |
| 28 listopada 2012    | „Cjał żiwot”                 |
| 6 maja 2013          | „Ne dawam da se dawame”      |
| 10 czerwca 2013      | „Nazdrawe”                   |
| 13 sierpnia 2013     | „Magjosnica”                 |
| 20 grudnia 2013      | „Iskam oszte”                |
| 2 lipca 2014         | „Mnogo si gotin”             |
| 2014                 | „Ech, lubow”                 |